# Inermoleiopus delkeskampi
Inermoleiopus delkeskampi là một loài bọ cánh cứng trong họ Cerambycidae.